# Tel Aviv Open 1984
Il Tel Aviv Open 1984 è stato un torneo di tennis giocato sul cemento. È stata la 5ª edizione del torneo, che fa parte del Volvo Grand Prix 1984. Si è giocato all'Israel Tennis Centers di Ramat HaSharon vicino a Tel Aviv in Israele dal 10 al 17 settembre 1984.

## Campioni

### Singolare maschile
Aaron Krickstein ha battuto in finale  Shahar Perkiss con il punteggio di 6–4, 6–1

### Doppio maschile
Peter Doohan /  Brian Levine hanno battuto in finale  Colin Dowdeswell /  Jakob Hlasek con il punteggio di 6–3, 6–4